# Carl Menger
 Carl Menger (Újszandec, Galícia, 1840. február 23. – Bécs, 1921. február 27.) osztrák közgazdász. Jevonsszal és Walrasszal együtt a modern neoklasszikus közgazdaságtan megalapítója. Az osztrák közgazdasági iskola egyik alapítója és a határhaszon-elmélet első képviselője. 1876-tól Rudolf trónörökös nevelője, 1879-től a politikai gazdaságtan professzora a bécsi egyetemen.

## Életrajza
A bécsi, majd a prágai egyetemen jogot és politikai gazdaságtant hallgatott. 1867-ben szerezte meg a doktorátust.  Majd újságírással foglalkozott, majd  1871-ben az osztrák közszolgálatba lépett. 1872-ben Lorenz von Steinnél professzori fokozatot ért el. 1876-78 között Rudolf herceg és trónörökös tanára, akivel szoros barátságot is kötött. 1878-ban megjelent egy radikálisan liberális vitairat, ami az osztrák arisztokráciát kritizálta, s amelyet kettőjük közös szerzeményének tartottak. Barátságuk egészen Rudolf 1889-ben bekövetkezett haláláig tartott.  1879-től 1903-ig a politikai gazdaságtan és a statisztika professzora Bécsben.  Az oktatói tevékenységet az osztrák, német és európai oktatási rendszer, valamint a politikai viszonyok miatt érzett egyre növekvő pesszimizmusa miatt adta fel és vonult vissza a magánéletbe. 1911-ben ismerte meg Ludwig von Misest, aki Menger munkáját folytatta és akit ő is nagyra értékelt. De depresszióját ez a barátság sem tudta mérsékelni. Az általános elfordulást a liberalizmustól, a szabadkereskedelemtől és a kapitalizmustól a romláshoz vezető útnak tartotta és az első  világháború kitörésében ennek igazolását látta. 1921-ben majdnem teljesen észrevétlenül hunyt el Bécsben. Sírja a Bécsi Központi Temető egyik díszhelyét található.
Az ő fia Karl Menger matematikus.

## Munkássága
Menger a határhaszon-elmélet vagy más néven a szubjektív értékelmélet alapjait az 1871-ben megjelent Grundsätze der Volkswirtschaftslehre című művében fejtette ki. Szerinte minden gazdaságelméleti vizsgálódás kiindulóponja a szűkölködő emberi természet. Ezért a szükségletek tana alapvető jelentőségű a gazdaságtudományok számára.  Megállapította, hogy a fogyasztó szükségleteit közvetlenül kielégítő javak Gossen I. törvénye szerint szereznek élvezetet. Így értékelmélete – hasonlóan Jevons és Walras felfogásához – a csökkenő élvezet elvén nyugszik. Az arisztotelészi filozófia tanításából kiindulva – miszerint minden az ok és okozat törvényének van alárendelve – a fogyasztó szubjektív értékítéletét az oksági kapcsolaton keresztül a magasabb rendű javak, a termelési tényezők  értékelésére is kiterjesztette. Értéküket szerinte az adja meg, hogy a közreműködésükkel termelt fogyasztási cikknek a fogyasztók milyen jelentőséget tulajdonítanak. Az általa is képviselt osztrák iskola elméleti rendszerének alapgondolata az volt, hogy a szükségletek nagysága meghaladja a rendelkezésre álló eszközök nagyságát, így azokkal gazdálkodni kell. Úgy kell őket felhasználni, hogy figyelembe véve az élvezet csökkenését a folyamatos szükséglet-kielégítés során, az egyének maximális élvezethez jussanak. 
Világlátását jellemezte, hogy éles kritikai vitát folytatott a német történeti iskola képviselőivel. A vitában támogatták tanítványai, Eugen von Böhm-Bawerk és Friedrich von Wieser. Menger és társai az általános gazdasági törvényszerűségek létezése és a gazdasági liberalizmus mellett érveltek.

## Művei

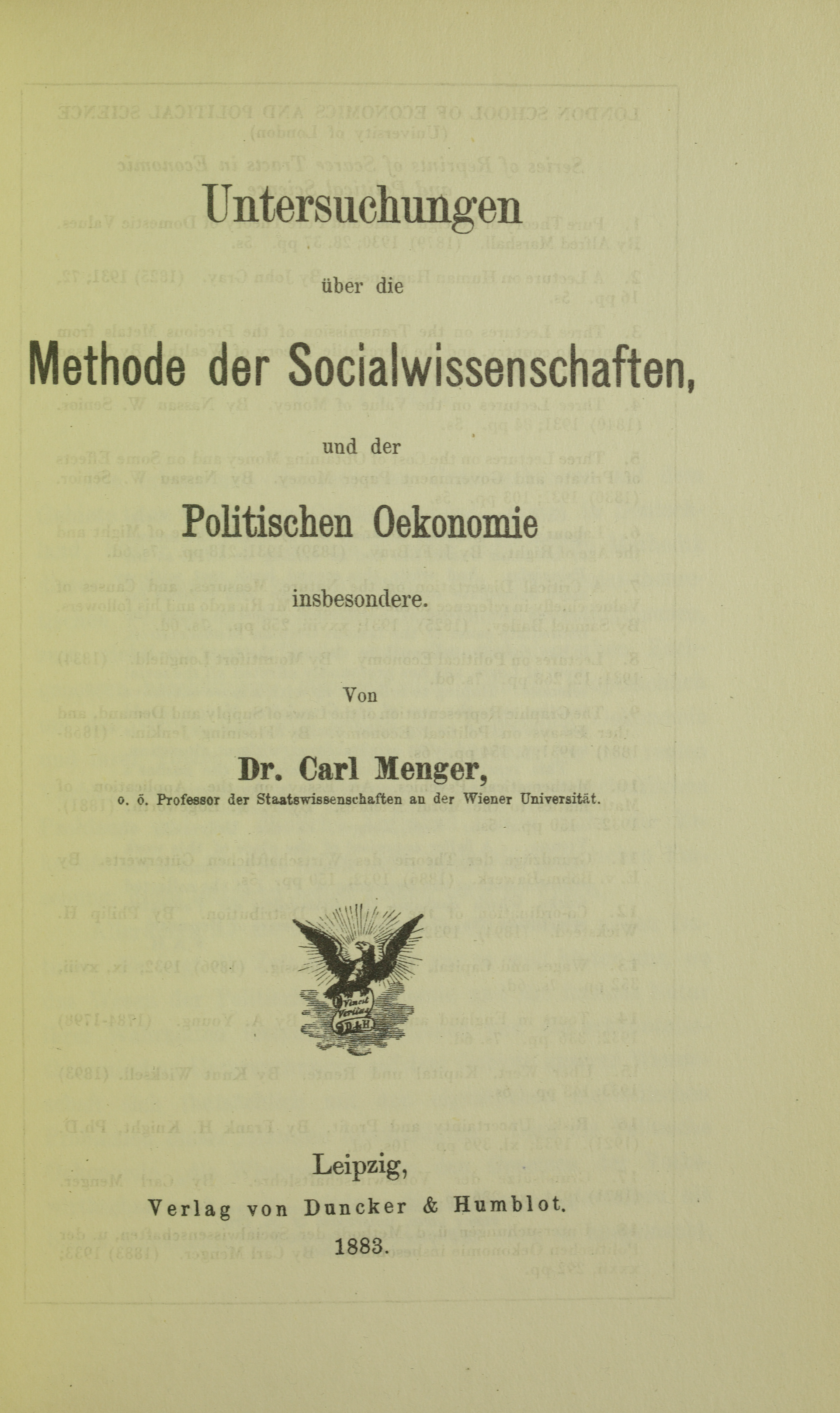
Untersuchungen über das Methode der socialwissenschaften und der politischen Ökonomie insbesondere, 1933

- Grundsätze der Volkswirtschafslehre (1871)
- Untersuchungen über die Methode der Sozialwissenschaften und der politischen Ökonomie insbesondre (1883)
- Die Irrtümer des Historismus in der deutschen Nationalökonomie (1884)
- Zur Kritik der politischen Ökonomie (1887)
- Die Valutaregulierung in Österreich-Ungarn  (1892)